# ITunes Festival: London 2011 (EP de Foo Fighters)
iTunes Festival: London 2011 es un EP de la banda Foo Fighters lanzado bajo el sello Roswell Records, a través de Descarga digital. Fue grabado en vivo durante el ITunes Festival: London 2011, que tuvo lugar en el escenario de The Roundhouse en Londres, Inglaterra.

## Lista de canciones
| N.º | Título          | Duración |  |
| 1.  | «The Pretender» | 5:35     |  |
| 2.  | «White Limo»    | 3:14     |  |
| 3.  | «Arlandria»     | 5:43     |  |
| 4.  | «Walk»          | 4:28     |  |
| 5.  | «These Days»    | 5:51     |  |
| 6.  | «Everlong»      | 5:23     |  |